# Zacharias Falkenberg
Zacharias Falkenberg (* 1987 in Peking, China) ist ein deutscher Komponist, Dirigent und Musiker aus Berlin, der in den Bereichen Klassische Musik, Jazz, Rock, Pop, Avantgarde und Punk tätig ist.

## Geschichte
Zacharias Falkenberg wurde in Peking geboren und wuchs in Köln, Hamburg und Hongkong auf. Er studierte an der ArtEZ in Arnhem (Niederlande) und lebt mittlerweile in Berlin. 2016 wurde Falkenberg mit dem renommierten Rogier van Otterloo Award ausgezeichnet.
Falkenberg ist bekannt für seine Zusammenarbeit mit dem Popduo ÄTNA und der Leitung des gemeinsamen Projekts mit der NDR Bigband. Er arbeitete außerdem zusammen mit Henrik Schwarz an dessen Projekten Plunderphonia und CCMYK. Für den US-amerikanischen Dokumentarfilm "All the Beauty and the Bloodshed" von Laura Poitras komponierte er Teile der Filmmusik. Außerdem ist er als Musiker mit der Band Them Caged Dogs aktiv.